# Danh sách album quán quân năm 2008 (Mỹ)

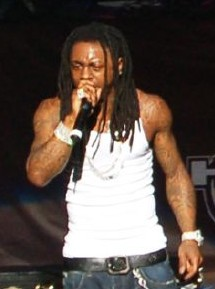
Album phòng thu thứ sáu của ca sĩ nhạc hip-hop Lil Wayne là album bán chạy nhất năm 2008 tại Mỹ.

Các album nhạc bán chạy nhất tại Hoa Kỳ được xếp hạng tại bảng Billboard 200, phát hành bởi tạp chí Billboard hàng tuần. Các số liệu được tổng hợp bởi Nielsen Soundscan dựa trên doanh số đĩa thường và nhạc số. Trong năm 2008 có tất cả 38 album đạt vị trí quán quân trong bảng xếp hạng.
Album Fearless của nữ ca sĩ nhạc đồng quê Taylor Swift đứng ở vị trí đầu bảng lâu nhất trong số các album với 11 tuần không liên tiếp bắt đầu từ ngày 29 tháng 11 và kéo dài sang năm 2009. Cô là nữ ca sĩ nhạc đồng quê duy nhất đạt được thành tích này trong lịch sử bảng xếp hạng Billboard 200. Hiện Swift được xếp hạng 5 trong danh sách các nữ nghệ sĩ hát đơn có được album quán quân lâu nhất, ngang hàng với Mariah Carey và Whitney Houston. Một vài album quán quân khác trong vài tuần bao gồm Sleep Through the Static bởi Jack Johnson và album thứ 9 Death Magnetic của Metallica; cả hai đều đứng đầu bảng trong 3 tuần liên tiếp. Trong năm 2008 có ba album nhạc phim (soundtrack) đứng hạng nhất là Juno, Mamma Mia! và Twilight.
Tha Carter III của nghệ sĩ hip-hop Lil Wayne là album bán chạy nhất năm 2008 với khoảng 2,874 triệu đĩa được tiêu thụ từ ngày phát hành. Album này cũng đạt doanh số bán ra theo tuần cao nhất trong năm với hơn 1 triệu bản chỉ sau một tuần phát hành, một thành tích đạt được gần nhất trước đó vào năm 2005. Album bán chạy thứ hai trong năm là Viva la Vida or Death and All His Friends của ban nhạc Coldplay với 2,144 triệu đĩa bán ra. Đây cũng là album nhạc số bán chạy nhất năm 2008 Ban nhạc Radiohead với album In Rainbows bán được nhiều album dạng đĩa hát nhất với khoảng 26.000 đơn vị.
Nữ ca sĩ nhạc pop Madonna đạt thêm một album đầu bảng với việc phát hành album phòng thu thứ 11 mang tên Hard Candy. Đây là album quán quân thứ 7 của cô tại Mỹ và giúp cô đứng ở vị trí thứ hai về kỷ lục nữ ca sĩ có nhiều album quán quân nhất trong lịch sử, thua một album so với nữ ca sĩ dẫn đầu là Barbra Streisand (tính tại thời điểm 2008). Janet Jackson và Mariah Carey cùng có album đầu bảng thứ 6 lần lượt là Discipline và E=MC², giúp hai nữ ca sĩ cùng đứng ở vị trí thứ ba. E=MC² có mặt trong bảng xếp hạng trong tuần đầu tiên ở vị trí quán quân với 463.000 đĩa được bán ra, cao hơn nhiều so với các album trước đó của Carey.

## Bảng xếp hạng

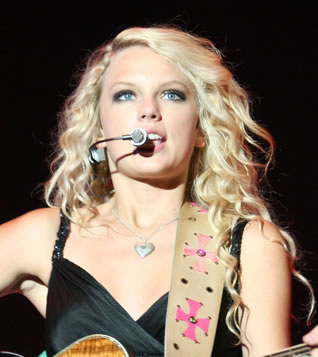
Fearless của ca sĩ nhạc đồng quê Taylor Swift là album đạt vị trí quán quân lâu nhất năm 2008 với 11 tuần không tiên tiếp.

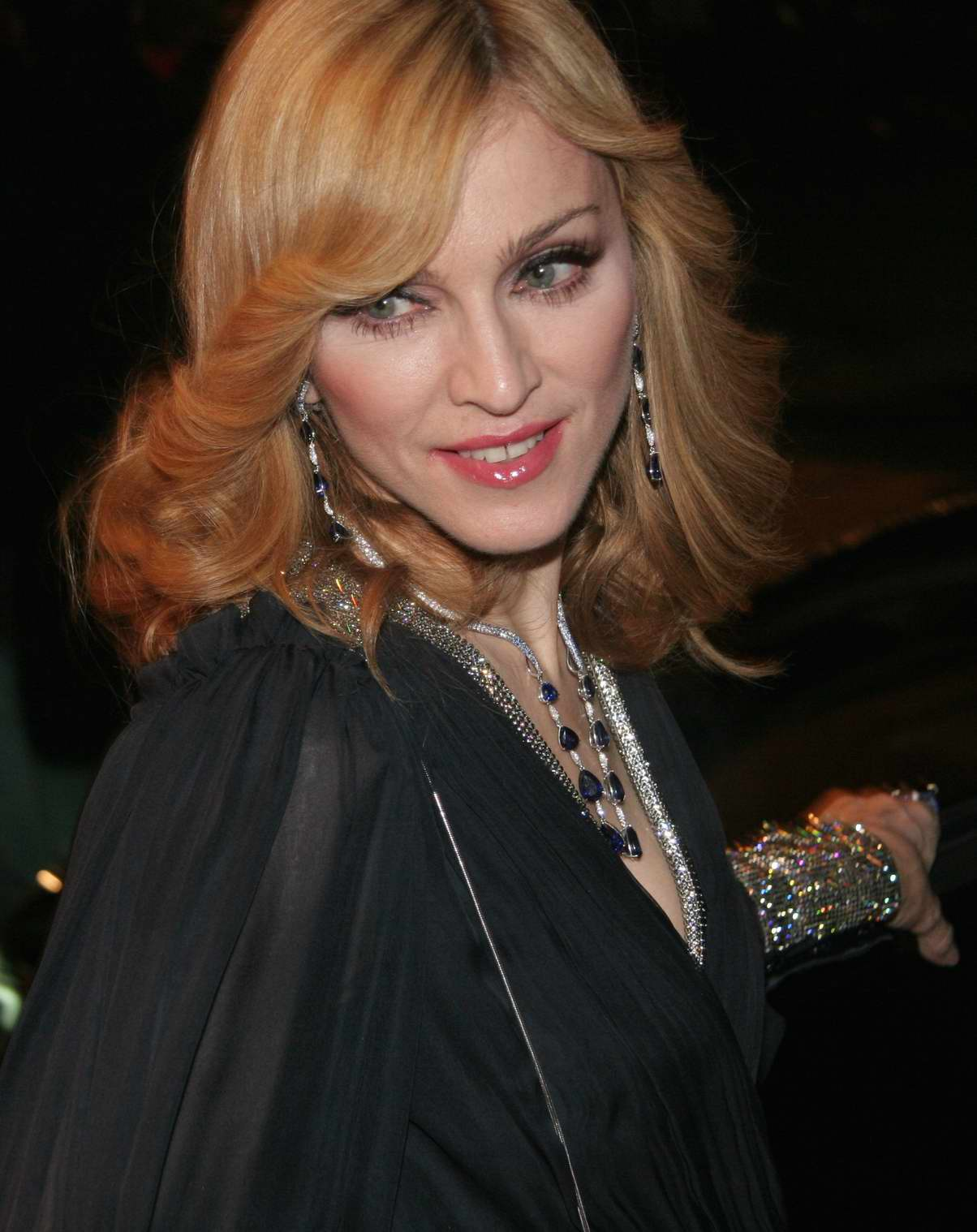
Ca sĩ nhạc pop Madonna có được album đầu bảng thứ 7 với Hard Candy, giúp cô trở thành nữ nghệ sĩ có nhiều album quán quân thứ hai trong lịch sử bảng xếp hạng.

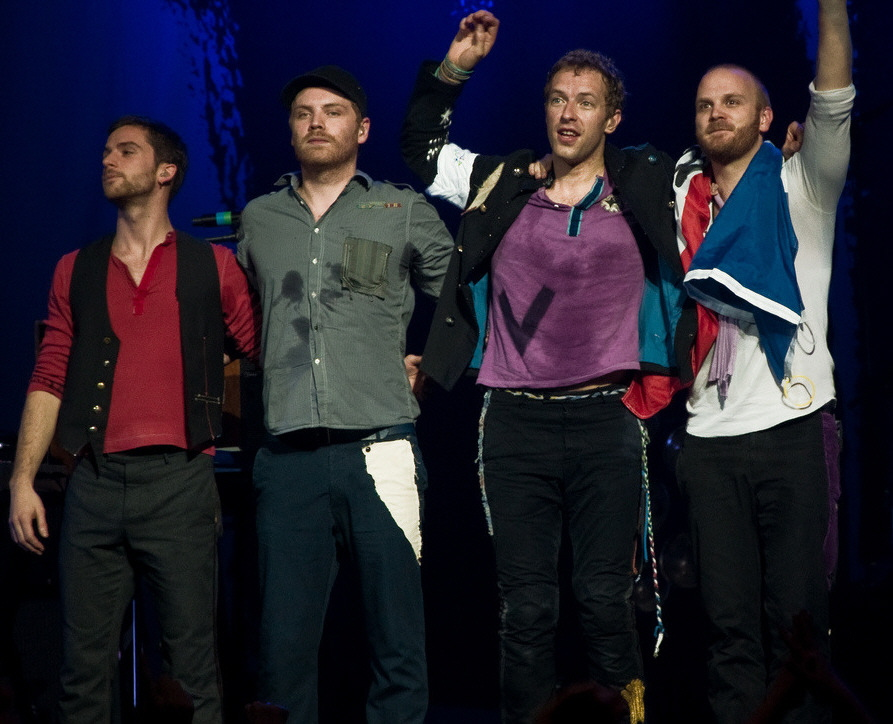
Ban nhạc rock đến từ nước Anh Coldplay bán được nhiều album nhạc số nhất năm 2008 với Viva la Vida or Death and All His Friends.

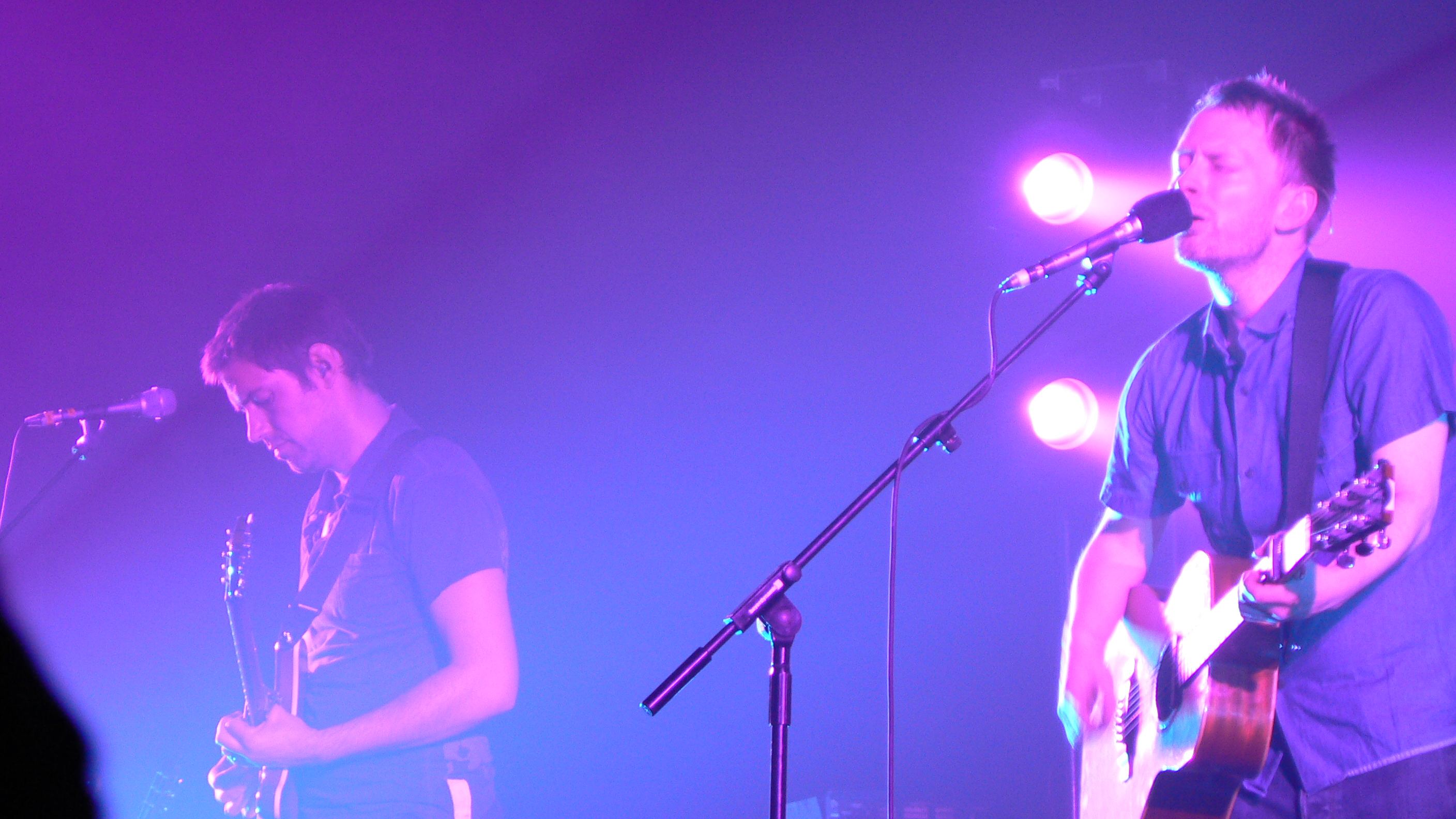
Ban nhạc rock Radiohead bán được nhiều album dạng đĩa hát nhất với In Rainbows.

| Ngày ấn hành | Album                                     | Nghệ sĩ             | Chú thích     |
| ------------ | ----------------------------------------- | ------------------- | ------------- |
| 5 tháng 1    | Noël                                      | Josh Groban         | [ 10 ]        |
| 12 tháng 1   | Growing Pains                             | Mary J. Blige       | [ 11 ]        |
| 19 tháng 1   | In Rainbows                               | Radiohead           | [ 12 ]        |
| 26 tháng 1   | As I Am                                   | Alicia Keys         | [ 13 ]        |
| 2 tháng 2    | As I Am                                   | Alicia Keys         | [ 14 ]        |
| 9 tháng 2    | Juno                                      | Nhiều nghệ sĩ       | [ 15 ]        |
| 16 tháng 2   | As I Am                                   | Alicia Keys         | [ 16 ]        |
| 23 tháng 2   | Sleep Through the Static                  | Jack Johnson        | [ 17 ]        |
| 1 tháng 3    | Sleep Through the Static                  | Jack Johnson        | [ 18 ]        |
| 8 tháng 3    | Sleep Through the Static                  | Jack Johnson        | [ 19 ]        |
| 15 tháng 3   | Discipline                                | Janet               | [ 20 ]        |
| 22 tháng 3   | Good Time                                 | Alan Jackson        | [ 21 ]        |
| 29 tháng 3   | Trilla                                    | Rick Ross           | [ 22 ]        |
| 5 tháng 4    | Welcome to the Dollhouse                  | Danity Kane         | [ 23 ]        |
| 12 tháng 4   | Day26                                     | Day26               | [ 24 ]        |
| 19 tháng 4   | Troubadour                                | George Strait       | [ 25 ]        |
| 26 tháng 4   | Spirit                                    | Leona Lewis         | [ 26 ]        |
| 3 tháng 5    | E=MC²                                     | Mariah Carey        | [ 27 ]        |
| 10 tháng 5   | E=MC²                                     | Mariah Carey        | [ 28 ]        |
| 17 tháng 5   | Hard Candy                                | Madonna             | [ 29 ]        |
| 24 tháng 5   | Home Before Dark                          | Neil Diamond        | [ 30 ]        |
| 31 tháng 5   | Narrow Stairs                             | Death Cab for Cutie | [ 31 ]        |
| 7 tháng 6    | 3 Doors Down                              | 3 Doors Down        | [ 32 ]        |
| 14 tháng 6   | Here I Stand                              | Usher               | [ 33 ]        |
| 21 tháng 6   | Indestructible                            | Disturbed           | [ 34 ]        |
| 28 tháng 6   | Tha Carter III                            | Lil Wayne           | [ 35 ]        |
| 5 tháng 7    | Viva la Vida or Death and All His Friends | Coldplay            | [ 36 ] [ 37 ] |
| 12 tháng 7   | Viva la Vida or Death and All His Friends | Coldplay            | [ 38 ]        |
| 19 tháng 7   | Tha Carter III                            | Lil Wayne           | [ 39 ]        |
| 26 tháng 7   | Tha Carter III                            | Lil Wayne           | [ 40 ]        |
| 2 tháng 8    | Vô đề                                     | Nas                 | [ 41 ]        |
| 9 tháng 8    | Breakout                                  | Miley Cyrus         | [ 42 ]        |
| 16 tháng 8   | Love on the Inside                        | Sugarland           | [ 43 ]        |
| 23 tháng 8   | Mamma Mia!                                | Nhiều nghệ sĩ       | [ 44 ]        |
| 30 tháng 8   | A Little Bit Longer                       | Jonas Brothers      | [ 45 ] [ 46 ] |
| 6 tháng 9    | A Little Bit Longer                       | Jonas Brothers      | [ 47 ]        |
| 13 tháng 9   | All Hope Is Gone                          | Slipknot            | [ 48 ]        |
| 20 tháng 9   | The Recession                             | Young Jeezy         | [ 49 ]        |
| 27 tháng 9   | Death Magnetic                            | Metallica           | [ 50 ] [ 51 ] |
| 4 tháng 10   | Death Magnetic                            | Metallica           | [ 52 ]        |
| 11 tháng 10  | Death Magnetic                            | Metallica           | [ 53 ]        |
| 18 tháng 10  | Paper Trail                               | T.I.                | [ 54 ]        |
| 25 tháng 10  | Paper Trail                               | T.I.                | [ 55 ]        |
| 1 tháng 11   | Lucky Old Sun                             | Kenny Chesney       | [ 56 ]        |
| 8 tháng 11   | Black Ice                                 | AC/DC               | [ 57 ]        |
| 15 tháng 11  | Black Ice                                 | AC/DC               | [ 58 ]        |
| 22 tháng 11  | Twilight                                  | Nhiều nghệ sĩ       | [ 59 ]        |
| 29 tháng 11  | Fearless                                  | Taylor Swift        | [ 60 ]        |
| 6 tháng 12   | I Am… Sasha Fierce                        | Beyoncé             | [ 61 ]        |
| 13 tháng 12  | 808s & Heartbreak                         | Kanye West          | [ 62 ]        |
| 20 tháng 12  | Circus                                    | Britney Spears      | [ 63 ]        |
| 27 tháng 12  | Fearless                                  | Taylor Swift        | [ 64 ]        |